# Тиран
Тира́н (др.-греч. τύραννος):
1. Человек, которому правитель передает полномочия[источник не указан 658 дней];
2. В Древней Греции (в основном в VII—VI веках до н. э.) лицо, насильственно захватившее власть[1];
3. В современности означает буквально жестокий деспот, злой мучитель[2].

Иногда слово употребляют как синоним слова «диктатор».

## Этимология
Слово имеет анатолийское происхождение и, вероятно, этимологически связано с неохеттским титулом šarawanaš/tarawanaš, от которого также, возможно, происходит филистимский титул ṭrn (ср. ивр. סֶרֶן‎, séren; исторически означало «господин, повелитель», в современном иврите — воинское звание капитана). В древнеегипетских текстах XII века до нашей эры значится, что приморские регионы страдали от нападения «морского народа», который властвовал на всём побережье Средиземного моря. Несмотря на своё могущество, народ Египта не мог противостоять этим племенам, которые получили именование филистимляне. Египтяне называли их «фелесет» и, вероятно, именно от этого слова появилось привычное нам название филистимлян, а позднее и исторической области Палестина. Первым известно засвидетельствованным «тираном» в античной традиции был Гиг, правитель Лидии.
В период античности и ранней классической эпохи слово тиран имело нейтральный оттенок. Тем не менее, Платон и Аристотель определяли тирана как человека, который правит без закона, используя крайние и жестокие методы против своего народа и других.

## История
В городах-государствах (полисах) Древней Греции, как правило существовала демократия, иногда принимавшая форму олигархии, то есть власти аристократических кланов.
Иногда в том или ином полисе утверждалось господство единовластного правителя, захватившего власть каким-либо незаконным, иногда насильственным, образом. Такого правителя греки называли тираном (от греческого τύραννος).
Тираны часто изображались жестокими, и теми, кто мог защищать свою власть, прибегая к репрессивным средствам. Власть тирана, переходившая от отца к сыну, зафиксирована несколько раз во всем пространстве греческого мира, от городов-государств на Сицилии на западе до острова Самос у берегов Ионии на востоке. Большинство этих режимов не смогли удержаться у власти дольше двух поколений
Тиранами, в основном, были лица, уничтожавшие и притеснявшие аристократию. Некоторые из тиранов, особенно ранних, прославились как меценаты, справедливые законодатели и мудрецы: например тиран Коринфа Периандр или афинский тиран Писистрат. Но гораздо больше сохранилось рассказов о жестокости, подозрительности и самодурстве тиранов, которые изобретали изощренные пытки (особенно был известен тиран Акраганта Фаларис, сжигавший людей в медном быке). Существовал популярный анекдот (его героем был сначала Фрасибул Милетский, потом он привязывался и к другим лицам) о тиране, который на вопрос коллеги-тирана (вариант: сына) о наилучшем способе удержаться у власти стал ходить по полю и молча срывать все колоски, выдававшиеся над общим уровнем, показывая тем самым, что тирану следует уничтожать всё сколько-нибудь выдающееся в гражданском коллективе.
Сколько-нибудь долговечных династий ни один из тиранов не создал. В этом смысле показателен оракул, будто бы полученный Кипселом, захватившим власть в Коринфе: «Счастлив Кипсел, и дети его, но не дети его детей». Действительно, сам Кипсел и его сын Периандр благополучно правили, но уже преемник (племянник) Периандра был быстро убит, после чего всё имущество тиранов было конфисковано, их дома срыты и их кости выброшены из могил.
Эпоха VII—VI вв. до н. э. известна как эпоха «старшей тирании»; к её концу в материковой Греции тираны исчезают (в Ионии они оставались из-за персидской поддержки, в Сицилии и Великой Греции — из-за специфической военной обстановки).
В эпоху развитой демократии, в V в. до н. э., отношение к тирании было однозначно негативное, и именно тогда этот термин приблизился к своему нынешнему значению. Тирания сама по себе воспринималась зрелым гражданским сознанием как вызов справедливости и основе существования гражданского коллектива — всеобщему равенству перед законом. О Диогене, например рассказывали, что на вопрос, какие животные самые опасные, он ответил: «из домашних — льстец, из диких — тиран»; на вопрос, какая медь наилучшая: «та, из которой сделаны статуи Гармодия и Аристогитона» (тираноубийц).
В IV в. до н. э., в условиях острого кризиса полиса, в греческих городах-государствах вновь появляются тираны (так называемая «младшая тирания») — как правило, из удачливых военачальников и командиров наёмных отрядов; но на этот раз рассказы о мудрых и справедливых тиранах вовсе отсутствуют: тираны были окружены всеобщей ненавистью и сами в свою очередь жили в атмосфере постоянного страха.
В схожем с греческим смысле слово «тиран» употреблялось в средневековье (XIII—XVI века) к правителям городов-государств Северной и Средней Италии.

## Известные тираны античности
- Агафокл
- Гермий
- Гиерон I (правил 478—467) — тиран Сиракуз.
- Гиерон II (правил 270—216) — тиран Сиракуз.
- Гиппарх
- Гиппий
- Зенодор
- Клеарх (ученик Платона)
- Клисфен Старший
- Критий
- Тридцать тиранов
- Кипсел
- Периандр
- Писистрат
- Поликрат
- Фаларис
- Ясон Ферский